# Řád služebníků Mariiných

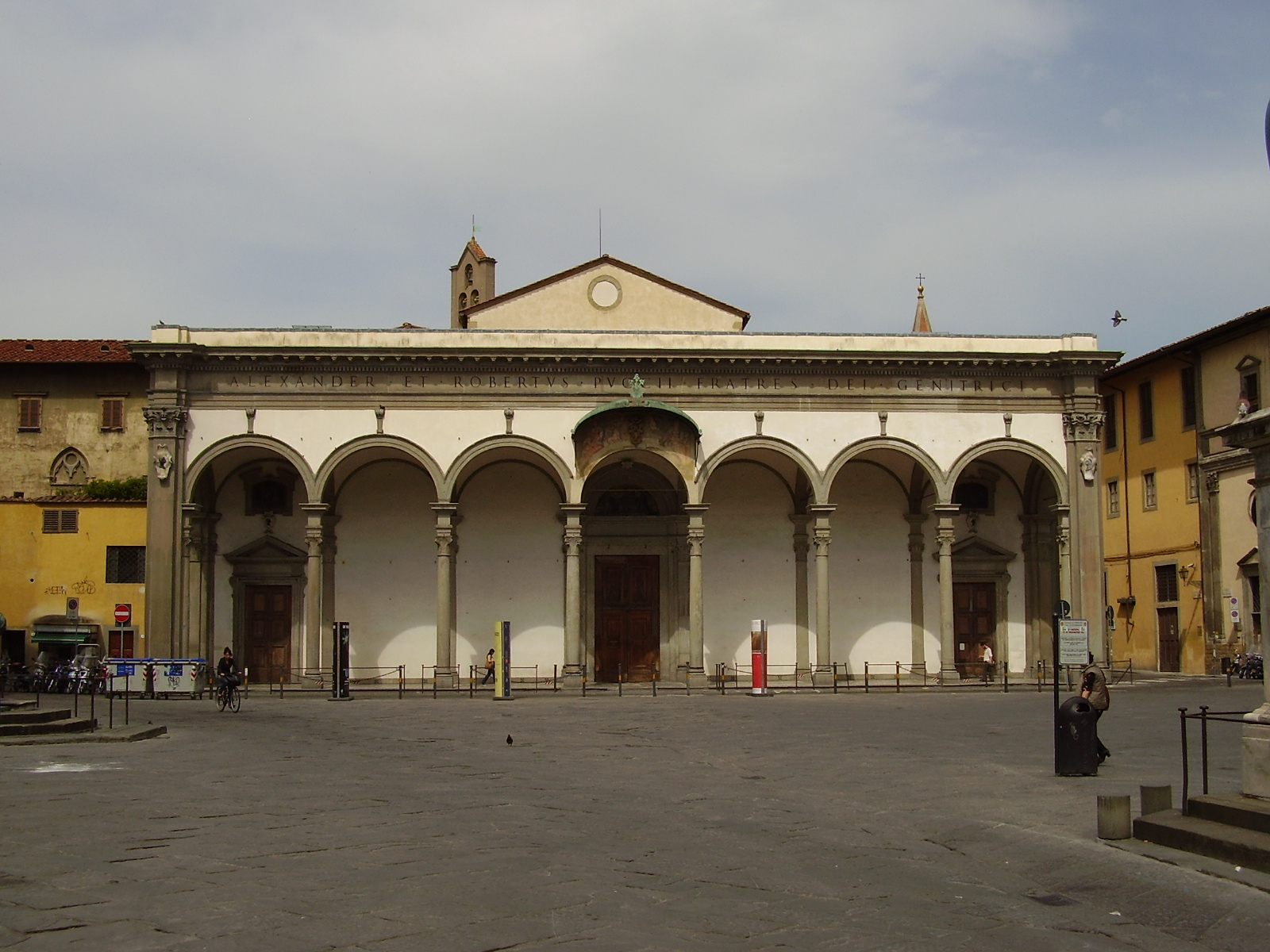
Bazilika Nejsvětějšího Zvěstování ve Florencii, mateřský kostel řádu servitů

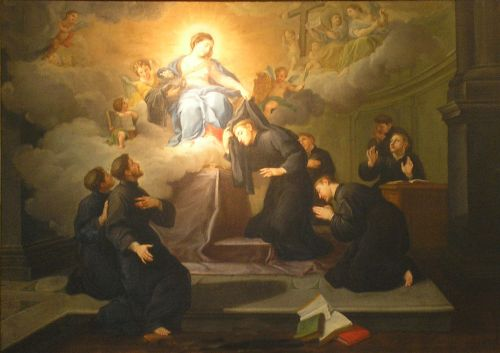
Obraz sedmi zakladatelů řádu servitů

Řád služebníků Mariiných (latinsky Ordo Servorum Mariæ, italsky Ordine dei servi di Maria, zkr. O.S.M.), jehož členové jsou nazýváni servité, je katolický žebravý řád, který vznikl ve 13. století v italské Florencii. Ústředí řádu sídlí v Římě.

## Dějiny řádu
Řád servitů je jeden z pěti původních katolických žebravých řádů, vzniklý ve 13. století v italské Florencii z iniciativy sedmi bohatých kupců. Ti na pokyn Panny Marie opustili svůj dosavadní styl života a stali se služebníky Mariinými. První klášter založili na hoře Monte Senario u Florencie, odkud se řád rozšířil nejprve v Itálii a Evropě a posléze na všechny kontinenty světa. Servité se řídí řeholí sv. Augustina.
Ve 20. století se řád rozšířil díky převzetí misijních úkolů i mimo původní oblast rozšíření v Itálii, Rakousku, Německu. V současné době servité působí ve více než třiceti zemích světa.

### Dějiny řádu včeských zemích
Do českých zemí přicházejí serviti z mateřského konventu Zvěstování Panně Marii ve Florencii v letech 1359–1360 na pozvání krále Karla IV., který je usadil na Novém Městě pražském. Zdejší řeholní dům zanikl v polovině 16. století a členové řádu se v Čechách znovu objevili až v době po Bílé hoře.
Po zřízení dvou klášterů v Praze byly mezi lety 1671 a 1747 postupně osazovány další konventy v Rabštejně nad Střelou, v Nových Hradech, na Hoře Matky Boží u Králík a v Konojedech.
Souběžně dochází ke snahám o založení servitských klášterů rovněž na Moravě. V roce 1655 zval kníže Ferdinand Jan z Lichtenštejna servity do Moravského Krumlova, jeho nabídka však musela být pro nedostatek řeholníků odmítnuta. První řádový dům na Moravě vznikl v roce 1675 v Jaroměřicích nad Rokytnou. V roce 1714 byla vydána zakládací listina kláštera na předměstí Veselí nad Moravou. V tomto roce mohla být založena česká servitská provincie, zahrnující i moravské domy. Oba moravské servitské kláštery byly zrušeny roku 1784 v rámci josefinských reforem. Současně zanikly s výjimkou dvou i servitské domy v Čechách. Po odchodu z Hory Matky Boží u Králík v roce 1883 zůstali serviti jen v Nových Hradech. Česká provincie zanikla a tamní konvent byl přičleněn do tyrolské řádové provincie, jejímž střediskem je klášter v Innsbrucku. V roce 1946 byli němečtí řeholníci odsunuti a v roce 1950 byli odvezeni zbývající čeští bratři.
K obnově řeholního života v Nových Hradech došlo roku 1991. V roce 2005 zemřel v Nových Hradech poslední člen řádu servitů v českých zemích.

### Kláštery servitů
- Klášter servitů v Praze na Bílé hoře
- Klášter servitů na Starém Městě
- Klášter servitů na Novém Městě
- Klášter servitů v Rabštejně nad Střelou
- Klášter servitů v Jaroměřicích nad Rokytnou
- Kostel servitů v Innsbruck

## Sedm zakladatelů
Sedm zakladatelů řádu prohlásil papež Lev XIII. v roce 1888 za svaté.
- Bonfilius Monaldi
- Bonajunkta Manetti (Jan)
- Manettus dell' Antella (Benedikt)
- Amadeus Amidei (Bartoloměj)
- Hugo Lippi-Ugoccioni
- Sosteneus di Sostegno
- Alexis Falconieri

## Spiritualita a zaměření
Základním posláním řádu služebníků Panny Marie je šíření mariánské úcty, zejména pak k Panně Marii Sedmibolestné. Rozjímání o bolestech Matky Boží jim přináší posílení ve víře, povznáší ke křesťanským ctnostem a dává mravní ponaučení. Servité upřednostňují působení ve městech nebo četných poutních místech, kde řeholníci poskytují duchovní služby poutníkům. Pokud je to možné, jsou všechny řádové kostely zasvěceny Panně Marii.

## Znak
V modrém poli zlaté či stříbrné unciální iniciály SM, přičemž do menšího „S“ je propleteno středním dříkem větší „M“. Písmeno „S“ je uprostřed a na koncích zdobena přepásanými stříbrnými liliemi. Obě písmena jsou převýšena otevřenou stříbrnou královskou korunou, z níž vyrůstá sedm lilií na stoncích přirozených barev.

## Řeholní oděv
Servité nosí černý hábit se škapulířem a s koženým řemenem a kapucí.

## Přínos řádu
Servité se vedle řádu cisterciáků, premonstrátů a dominikánů zasloužili o rozšíření modlitby Zdrávas Maria. Nezanedbatelné je i jejich působení na farách, ve školách, v nemocnicích a na misiích.